# Kidō Senshi Gundam: Senki Record U.C. 0081
Kidō Senshi Gundam: Senki Record U.C. 0081 (機動戦士ガンダム戦記 U.C.0081, Mobile Suit Gundam: Battlefield Record U.C. 0081) est un jeu vidéo d'action développé par BEC et édité par Namco Bandai Games en septembre 2009 sur PlayStation 3. C'est une adaptation en jeu vidéo de la série basée sur l'anime Mobile Suit Gundam,.